# Vidal Quirós Berrocal
Vidal Quirós Berrocal es un ingeniero, administrador y político costarricense. Primer rector del Instituto Tecnológico de Costa Rica (1972 a 1981) con solo 33 años, quien se había formado en administración de empresas en el Instituto Tecnológico de México que fue tomado como base para su homólogo costarricense. Quirós también fue ministro de educación pública durante la administración del presidente Daniel Oduber Quirós (1974-1978), Ejecutivo Municipal de San José de 1971 a 1972 y ministro de Vivienda y Asentamientos Humanos en la administración de Luis Alberto Monge (1982-1986).